# Världsmästerskapen i bordtennis 1979
Världsmästerskapen i bordtennis 1979 spelades i Pyongyang under perioden 25 april-6 maj 1979.

## Resultat

### Lag
| Disciplin            | Guld                                                                       | Silver                                                        | Brons                                                                     |
| Herrarnas lagtävling | Ungern Gábor Gergely István Jónyer Tibor Klampár Tibor Kreisz Janos Takacs | Kina Guo Yuehua Huang Liang Li Zhenshi Liang Geliang Lu Qiwei | Japan Hiroyuki Abe Hideo Gotoh Masahiro Maehara Seiji Ono Norio Takashima |
| Damernas lagtävling  | Kina Cao Yanhua Ge Xinai Zhang Deying Zhang Li                             | Nordkorea Hong Gil-Soon Li Song-Suk Pak Yong-Ok Pak Yung-Sun  | Japan Kayoko Kawahigashi Yoshiko Shimauchi Kayo Sugaya Shoko Takahashi    |

### Individuellt
| Disciplin   | Guld                            | Silver                      | Brons                               |
| Herrsingel  | Seiji Ono                       | Guo Yuehua                  | Liang Geliang                       |
| Herrsingel  | Seiji Ono                       | Guo Yuehua                  | Li Zhenshi                          |
| Damsingel   | Ge Xinai                        | Li Song-Suk                 | Tong Ling                           |
| Damsingel   | Ge Xinai                        | Li Song-Suk                 | Zheng Deying                        |
| Herrdubbel  | Antun Stipančić Dragutin Šurbek | István Jónyer Tibor Klampár | Li Zhenshi Wang Huiyuan             |
| Herrdubbel  | Antun Stipančić Dragutin Šurbek | István Jónyer Tibor Klampár | Guo Yuehua Liang Geliang            |
| Damdubbel   | Zhang Deying Zhang Li           | Ge Xinai Yan Guili          | Li Song-Suk Ro Jong-Suk             |
| Damdubbel   | Zhang Deying Zhang Li           | Ge Xinai Yan Guili          | Erzsebet Palatinus Gordana Perkučin |
| Mixeddubbel | Liang Geliang Ge Xinai          | Li Zhenshi Yan Guili        | Wang Huiyuan Zhang Deying           |
| Mixeddubbel | Liang Geliang Ge Xinai          | Li Zhenshi Yan Guili        | Jacques Secrétin Claude Bergeret    |

### Fotnoter
1. ↑  ”World Championships Results”. ITTF Museum. Arkiverad från originalet den 11 maj 2012. https://web.archive.org/web/20120511103023/http://www.ittf.com/museum/results/WorldChresults.html. Läst 7 april 2012.
2. ↑  ”ITTF Statistics”. ittf.com. Arkiverad från originalet den 4 mars 2016. https://web.archive.org/web/20160304000103/http://www.ittf.com/ittf_stats/All_events4.asp?Competition_ID=84. Läst 7 april 2012.